# Bajomyszka
Bajomyszka (Baiomys) – rodzaj ssaków z podrodziny nowików (Neotominae) w obrębie rodziny chomikowatych (Cricetidae).

## Zasięg występowania
Rodzaj obejmuje gatunki występujące od Stanów Zjednoczonych do Nikaragui.

## Morfologia
Długość ciała (bez ogona) 53–79 mm, długość ogona 34–56 mm, długość ucha 9–12 mm, długość tylnej stopy 12–17 mm; masa ciała 6–10 g.

## Systematyka
Rodzaj (w randze podrodzaju w obrębie Sitomys) zdefiniował w 1894 roku amerykański biolog Frederick W. True w artykule poświęconym pokrewieństwie systematycznym bajomyszki północnej, opublikowanym w czasopiśmie Proceedings of the United States National Museum. Gatunkiem typowym jest (oryginalne oznaczenie) bajomyszka północna (B. taylori).

### Etymologia
Baiomys: gr. βαιος baios ‘niewielki, maleńki’; μυς mus, μυoς muos ‘mysz’.

### Podział systematyczny
Do rodzaju należą następujące występujące współcześnie gatunki:
| Grafika | Gatunek          | Autor i rok opisu                 | Nazwa zwyczajowa      | Podgatunki         | Rozmieszczenie geograficzne | Podstawowe wymiary                       | Status IUCN |
| ------- | ---------------- | --------------------------------- | --------------------- | ------------------ | --- | ---------------------------------------- | ----------- |
|         | Baiomys musculus | (Merriam, 1892)                   | bajomyszka południowa | gatunek monotypowy | endemit Meksyku (południowe Nayarit, Jalisco, Colima i Michoacán) | bak danych                               | LC          |
|         | Baiomys brunneus | (J.A. Allen & F.M. Chapman, 1897) |                       | 7 podgatunków      | południowy Meksyk (Guerrero, Morelos, Puebla, Veracruz, Oaxaca i Chiapas), południowa Gwatemala, południowy Honduras, Salwador i północno-zachodnia Nikaragua                               | DC: 6,5–7,9 cm DO: 3,5–5,6 cm MC: 6–10 g | NE          |
|         | Baiomys taylori  | (O. Thomas, 1887)                 | bajomyszka północna   | 8 podgatunków      | południowe Stany Zjednoczone (południowo-wschodnia Arizona, południowo-zachodni Nowy Meksyk, południowo-zachodnia Oklahoma i Teksas) na południe do środkowego Meksyku (Michoacán i Puebla) | DC: 5,3–7,6 cm DO: 3,4–5,3 cm MC: 6–9 g  | LC          |

Kategorie IUCN:  LC  – gatunek najmniejszej troski;  NE  – gatunki niepoddane jeszcze ocenie.
Opisano również gatunki wymarłe z pliocenu Stanów Zjednoczonych:
- Baiomys aquilonius Zakrzewski, 1969[10]
- Baiomys brachygnathus (Gidley, 1922)[11]
- Baiomys kolbi Hibbard, 1952[12]
- Baiomys minimus (Gidley, 1922)[11]
- Baiomys mowi Albright, 1999[13]
- Baiomys rexroadi Hibbard, 1941[14]
- Baiomys sawrockensis Hibbard, 1953[15]